# 제2차 카펠 전쟁
제2차 카펠 전쟁(독일어: Zweiter Kappelerkrieg)은 1531년 스위스 종교개혁 당시 구스위스 연방의 개신교와 가톨릭 사이에 일어난 무력 충돌이다.

## 배경

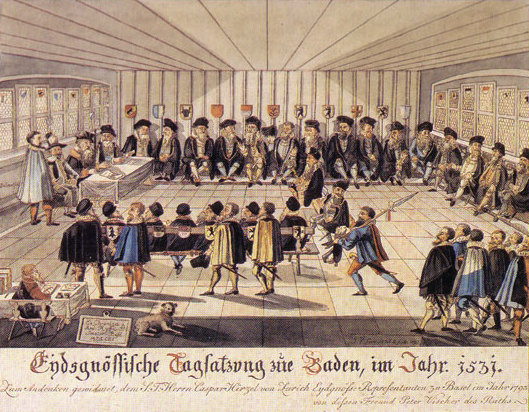
바덴에서 개최된 1531년의 타크자충은 양측의 중재에 실패했다.(1790년대 그림)

양측 사이의 긴장은 2년 전 제1차 카펠 전쟁 이후에 끝난 평화조약으로 해결되지 않았고 , 특히 1530년 아우크스부르크 신앙고백으로 인해 양측의 도발이 계속 되었다. 추가적으로, 로마 가톨릭 측은 영토 야망을 가진 취리히를 비난했다.
카톨릭 주에서는 밀라노 공국에 대한 무쏘 전쟁 동안 그리종의 삼동맹(Drei Bünde)을 돕기를 거부하자 , 취리히는 이를 즉시 연방과 삼동맹 간의 계약 위반으로 간주하고, 베른도 참여하여 5개 산악 가톨릭 주에 대한 금수조치를 선언했다. 타크자충이 1529년에 성공적으로 중재했지만, 이 경우에는 특히 개신교인 울리히 츠빙글리 때문에 시도가 실패했다. 지도자는 군사적 대결을 열망했다. 식량 금수 조치로 인해 가톨릭 주에서는 1531년 10월 9일 취리히에 선전포고를 했다. 츠빙글리는 1531년 10월 11일 전투에서 사망했다.

## 여파
카펠의 교사였으며, 1523년부터 츠빙글리의 노골적인 지지자인 하인리히 불링거는 전투 당시 브렘가르텐의 목사였다. 카펠 전투(Battle of Kappel) 이후 브렘가르텐은 재가톨릭화되었다. 10월 21일 불링거는 아버지와 함께 취리히로 도피했고 12월 9일 츠빙글리의 후계자로 선언되었다.
전쟁을 종식시킨 평화, 이른바 제2차 평화 조약(Zweiter Landfrieden)은 개신교 동맹의 해산을 강요했다. 그것은 공통 영역에서 카톨릭에 우선권을 주었지만, 이미 개종한 코뮌이나 본당이 개신교로 남아 있도록 허용했다. 프라이 엠터나 슈비츠에서 자르간스의 라인 계곡(따라서 그리종의 고산 고개)까지의 경로를 따라 있는 곳과 같은 전략적으로 중요한 장소만이 강제로 재가톨릭화되었다. 조약의 결과 중 하나는 서명국이 예상하지 못한 것일 수 있지만, 여러 스위스 영토에서 종교적 공존이 장기적으로 확립된 것이다. 투르가 우와 아르가우에서예를 들어, 가톨릭과 개신교 회중이 같은 교회에서 예배하기 시작하여 16세기와 17세기에 걸쳐 긴장과 갈등이 심화되었다. 이 조약은 또한 가톨릭 또는 개혁파 신앙을 실천할 수 있는 각 주의 권리를 확인하여 스위스 연방을 두 개의 종교, 서유럽에서 비교적 새로운 국가로 정의했다. 전쟁의 결과는 또한 구스위스 연방의 13개 정회원 중 가톨릭 다수를 확인하고 공고히 했다. 나중에 글라루스와 아펜첼에 정착한 후 , 7개 주와 2개 반주(루체른, 우리, 슈비츠, 운터발덴, 추크, 프리부르, 졸로투른 , 글라루스와 아펜첼의 절반)는 가톨릭으로 남아 있었다. 4개 주와 2개의 반주(취리히, 베른, 바젤 , 샤프하우젠 , 글라루스와 아펜첼의 절반)은 확고한 개신교 스위스 개혁 교회가 되었다.
개신교 주, 특히 취리히가 1656년에 고백적 공존의 조건을 변경하려는 시도에 실패했지만, 제1차 빌메르겐 전쟁은 제3차 평화 조약(Dritter Landfrieden)의 현상 유지를 재확인하게 했다. 1712년 2차 종교 내전인 제2차 빌메르겐 전쟁은 1712년 4차 란트프리덴에서 개신교의 결정적인 승리와 대대적인 수정으로 끝났다.

## 같이 보기
- 제1차 카펠 전쟁
- 제1차 빌메르겐 전쟁
- 스위스 종교개혁